# Jnan Prakash Ghosh
Pour les articles homonymes, voir Ghosh.
Pandit Jnan Prakash Ghosh (8 mai 1909 – 18 février 1997) était l'un des plus fameux joueurs de tablâ de l’Inde. Il était aussi un compositeur, un pédagogue et un musicologue accompli. Il jouait aussi de la guitare hawaïenne et avait une bonne connaissance de toutes les percussions indiennes, tout en étant en outre un bon chanteur, s'accompagnant à l'harmonium.

## Biographie
D'origine bengalie, il accompagnait souvent ustad Ali Akbar Khan et pandit Ravi Shankar. 
Né dans une famille de musiciens de Calcutta, il était le petit-fils de Dwarik Ghosh, inventeur du Dwarkin harmonium. Il eut une brillante formation générale (reçu 1er de son collège), faisait du sport et peignait, mais une blessure à l'œil lors d'un match de football devait le détourner de cette carrière.
Il prit alors des leçons de musique auprès de grands maîtres tels Girija Shankar Chakrabarty, Mohammed Sagir Khan et Mohammed Dabir Khan (pour le chant) et ustad Majid Khan de la Farukkabad gharânâ et ustad Feroze Khan de la Punjab gharânâ (pour le tablâ).
Il a travaillé 15 ans à la All India Radio en tant que producteur en hindi, en bengali et en anglais. Il a aussi inventé le « Ramayangeeti », une fusion de musique indienne traditionnelle et moderne.
Il a fondé la Sourav Academy of Music et la Sangeet Research Academy. Il a créé nombre de musiques de films bengali dont Jodubhatta. Il a travaillé avec Grammophon pour la direction musicale des artistes. 
En tant que guru, il a formé trois générations : 
- de joueurs de tablâ :
  - 1re : Nikhil Ghosh
  - 2e : Kanai Dutta, Shyamal Bose, Shankar Ghosh
  - 3e : Anindo Chatterjee, Sanjay Mukherjee, Govind Bose, Abhijit Bannerjee et son fils Malhar Ghosh
- de chanteurs :
  - 1re : Prasun Bannerjee, Smt Meera Bannerjee, A Kannan, Malvika Kannan
  - 2e : Tanima Thakur
  - 3e : Ajoy Chakrabarty, Arun Bhaduri

## Discographie
- The Drums of India. Vol 1
- The Drums of India. Vol 2